# Dolichopus inflatus
Dolichopus inflatus är en tvåvingeart som beskrevs av Aldrich 1922. Dolichopus inflatus ingår i släktet Dolichopus och familjen styltflugor.
Artens utbredningsområde är Alaska. Inga underarter finns listade i Catalogue of Life.